# Powerchip

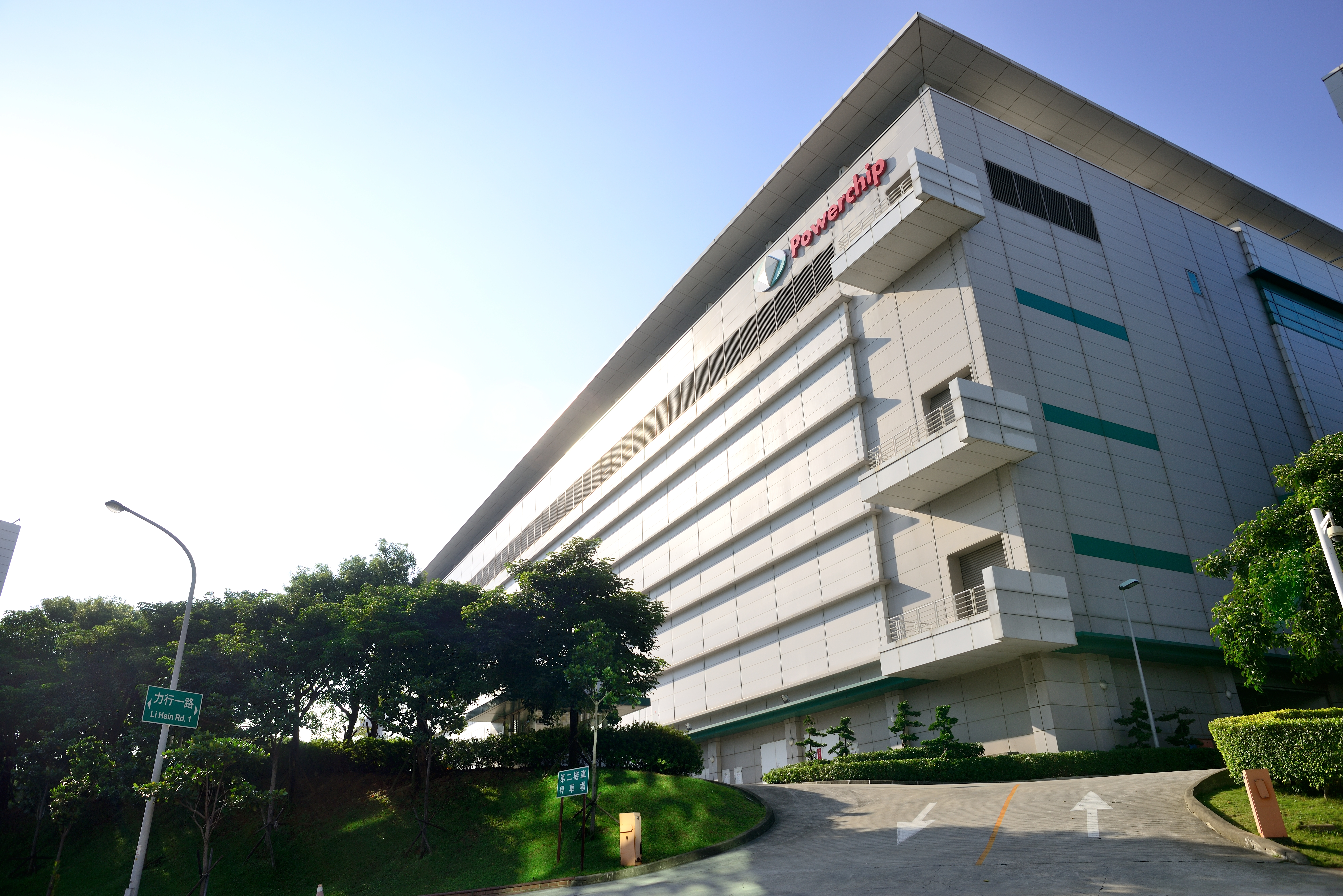
Hauptsitz von Powerchip

Die Powerchip Innovation Investment Holdings ist ein taiwanisches Unternehmen der Halbleiterindustrie, das Speicher-Produkte herstellt und Foundry-Dienstleistungen (Auftragsfertigung) von integrierten Schaltkreisen anbietet.
Powerchip wurde im Dezember 1994 im Hsinchu-Wissenschaftspark gegründet und ist seit 1998 am Taiwan GreTai Securities Market – einer außerbörslichen Aktienhandelsplattform – gelistet. Powerchip entwickelte DDR-SDRAM-Speichereinheiten und wurde das erste öffentliche Unternehmen in Taiwan, welches an der Luxemburger-Börse angeboten wurde. Im Dezember 2009 hatte Powerchip insgesamt 4.200 Mitarbeiter, ein Kapital von 87,8 Milliarden NTD und einen Jahresumsatz von 31,1 Milliarden NTD.
Im Jahr 2009 entwickelte und produzierte Powerchip im Alleingang 4 GB Flash-Speicher in Taiwan.
Powerchip kooperiert mit Japans Elpida bei der Forschung und Entwicklung, Produktion und Vermarktung von DRAM-Produkten.
Nach einer Krise auf dem DRAM-Markt um das Jahr 2012, wandte sich Powerchip mehr dem Foundry-Geschäft zu.
2018 gab Powerchip bekannt in Taiwan zwei neue Fabriken für 12-Zoll-Wafer zu planen.